# Curtiss XP-37
Il Curtiss XP-37, poi ridenominato Curtiss YP-37, designazione aziendale Model 75I, fu un aereo da caccia monoposto, monomotore e monoplano ad ala bassa sviluppato dall'azienda aeronautica statunitense Curtiss-Wright Corporation nei tardi anni trenta e rimasto allo stadio di prototipo.
Sviluppo del precedente Curtiss P-36 Hawk, se ne differenziava essenzialmente per l'adozione di un motore raffreddato a liquido in sostituzione del radiale raffreddato ad aria e dello spostamento della cabina di pilotaggio verso coda.
A causa dell'inaffidabilità del gruppo motoelica previsto, un Allison V-1710 12 cilindri a V abbinato a un turbocompressore, risultata dopo le prove di volo, il suo sviluppo venne abbandonato in favore di un nuovo modello, il P-40.